# Galaxia espiral M98
Messier 98 (también conocido como M98 o NGC 4192) es una galaxia espiral intermedia a 60 millones de años luz en la constelación Coma Berenices. Fue descubierta por Pierre Méchain en 1781. Es también un miembro del Cúmulo de Virgo, y una de sus galaxias espirales más grandes y brillantes.
Se ha pensado que esta galaxia (y no VIRGOHI21, cuya existencia es dudosa) puede ser una de las responsables de las características observadas en su compañera M99.
Aunque algunos autores la consideren una galaxia anémica, M98 no sufre la deficiencia en gas que sufren muchas de sus compañeras de cúmulo, teniendo el esperable en una galaxia de sus características, y también se caracteriza por la presencia de regiones HII en el centro galáctico.

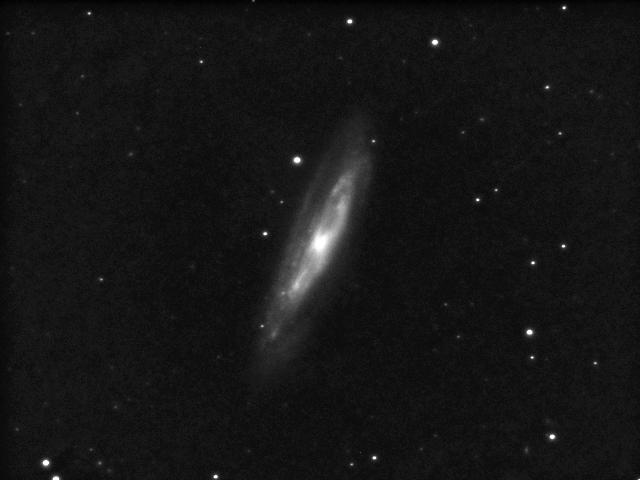
La galaxia espiral M98.